# Budiłci
Budiłci (bułg. Будилци) – wieś w południowo-zachodniej Bułgarii, w obwodzie Błagojewgrad, w gminie Kresna. Według danych Narodowego Instytutu Statystycznego, obecnie wieś jest niezamieszkana.